# Persone di cognome Bruce
| Questa pagina contiene informazioni ricavate automaticamente dalle voci biografiche con l'ausilio del template Bio e di un bot. L'aggiornamento è periodico e automatico e ricostruisce completamente la pagina. Se manca una persona in questa lista, sei pregato di non aggiungerla, ma accertati piuttosto che la sua voce biografica contenga il template Bio e che i dati anagrafici siano correttamente compilati. Se il template Bio manca, inseriscilo tu stesso o, in alternativa, metti l'avviso {{tmp\|Bio}} che ne segnala la mancanza. Se i dati riportati sono sbagliati, correggi direttamente la voce biografica; le modifiche saranno visibili in questa lista entro pochi giorni. Per chiarimenti vedi il progetto antroponimi. La lista contiene solo le 60 persone che sono citate nell'enciclopedia e per le quali è stato implementato correttamente il template Bio. Pagina aggiornata al 17 ott 2024. |

Questa è una lista di persone presenti nell'enciclopedia che hanno il cognome Bruce, suddivise per attività principale.

## Allenatori di calcio(1)
- Steve Bruce, allenatore di calcio e ex calciatore inglese (Corbridge, n. 1960)

## Architetti(1)
- William Bruce, I baronetto di Balcaskie, architetto scozzese (Blairhall, n. 1630 - † 1710)

## Arcieri(1)
- Edward Bruce, arciere statunitense (Aurora, n. 1861 - Chicago, † 1919)

## Attori(3)
- David Bruce, attore statunitense (Kankakee, n. 1914 - Hollywood, † 1976)
- Dylan Bruce, attore canadese (Vancouver, n. 1980)
- Nigel Bruce, attore britannico (Ensenada, n. 1895 - Santa Monica, † 1953)

## Attrici(3)
- Carol Bruce, attrice statunitense (New York, n. 1919 - Woodland Hills, † 2007)
- Kate Bruce, attrice statunitense (Columbus, n. 1860 - New York, † 1946)
- Virginia Bruce, attrice statunitense (Minneapolis, n. 1910 - Woodland Hills, † 1982)

## Biblisti(1)
- Frederick Fyvie Bruce, biblista britannico (Elgin, n. 1910 - Buxton, † 1990)

## Calciatori(3)
- Alex Bruce, ex calciatore inglese (Norwich, n. 1984)
- Alex Bruce, ex calciatore scozzese (Dundee, n. 1952)
- Walter Bruce, calciatore nordirlandese (Belfast, n. 1938 - † 2015)

## Cantautori(1)
- Ed Bruce, cantautore e attore statunitense (Keiser, n. 1939 - Clarksville, † 2021)

## Cestisti(2)
- Aaron Bruce, ex cestista australiano (Birchip, n. 1984)
- Shaun Bruce, cestista australiano (Horsham, n. 1991)

## Chitarristi(1)
- Michael Bruce, chitarrista e tastierista statunitense (n. 1948)

## Esploratori(2)
- James Bruce, esploratore britannico (Kinnaird, n. 1730 - Edimburgo, † 1794)
- William Speirs Bruce, esploratore britannico (Londra, n. 1867 - Edimburgo, † 1921)

## Generali(1)
- Charles Granville Bruce, generale, esploratore e alpinista britannico (Londra, n. 1866 - Londra, † 1939)

## Giocatori di baseball(1)
- Jay Bruce, ex giocatore di baseball statunitense (Beaumont, n. 1987)

## Giocatori di football americano(2)
- Aundray Bruce, ex giocatore di football americano statunitense (Montgomery, n. 1966)
- Isaac Bruce, ex giocatore di football americano statunitense (Fort Lauderdale, n. 1972)

## Giornaliste(1)
- Fiona Bruce, giornalista britannica (Singapore, n. 1964)

## Imprenditori(1)
- Norman Macfarlane, barone Macfarlane di Bearsden, imprenditore e filantropo scozzese (Glasgow, n. 1926 - † 2021)

## Inventori(2)
- Alexander Bruce, II conte di Kincardine, inventore e politico scozzese (n. 1629 - † 1681)
- George Bruce, inventore e imprenditore scozzese (Edimburgo, n. 1781 - New York, † 1866)

## Lunghisti(1)
- Theodore Bruce, lunghista australiano (n. 1923 - † 2002)

## Militari(2)
- Edward Bruce, X conte di Elgin, ufficiale scozzese (n. 1881 - † 1968)
- Robert Bruce, V Signore di Annandale, militare scozzese (Lochmaben Castle, † 1295)

## Musicisti(1)
- Jack Bruce, musicista, compositore e cantante britannico (Bishopbriggs, n. 1943 - Suffolk, † 2014)

## Nobili(16)
- Andrew Bruce, XI conte di Elgin e XV conte di Kincardine, nobile e militare scozzese (n. 1924)
- Charles Bruce, IV conte di Elgin, nobile scozzese (n. 1682 - † 1747)
- Charles Bruce, V conte di Elgin, nobile scozzese (n. 1732 - † 1771)
- Christina Bruce, nobile scozzese (Turnberry, n. 1278 - Dunfermline, † 1357)
- Clarence Bruce, III barone Aberdare, nobile e ufficiale inglese (n. 1885 - † 1957)
- Edward Bruce, nobile e militare scozzese (Faughart, † 1318)
- Henry Bruce, II barone Aberdare, nobile e ufficiale inglese (Glamorgan, n. 1851 - Londra, † 1929)
- Isabella Bruce, nobile scozzese (Carrick - Bergen, † 1358)
- James Bruce, VIII conte di Elgin, nobile e diplomatico scozzese (Londra, n. 1811 - Dharamsala, † 1863)
- Mary Bruce, nobile scozzese (n. 1273 - † 1323)
- Nigel Bruce, nobile scozzese (Carrick, n. 1279 - Berwick-upon-Tweed, † 1306)
- Robert Bruce, II conte di Elgin, nobile e politico scozzese (Londra, n. 1626 - Houghton Hall, † 1685)
- Robert Bruce, signore di Liddesdale, nobile scozzese (Dupplin Moor, † 1332)
- Thomas Bruce, VII conte di Elgin, nobile e diplomatico britannico (Broomhall, n. 1766 - Parigi, † 1841)
- Thomas Bruce, III conte di Elgin, nobile e politico scozzese (n. 1656 - Bruxelles, † 1741)
- Victor Bruce, IX conte di Elgin, nobile e politico scozzese (Montréal, n. 1849 - Dunfermline, † 1917)

## Nuotatori(1)
- Tom Bruce, nuotatore statunitense (Red Bluff, n. 1952 - † 2020)

## Patologi(1)
- David Bruce, patologo e microbiologo scozzese (Melbourne, n. 1855 - Londra, † 1931)

## Politici(3)
- Blanche Bruce, politico statunitense (Farmville, n. 1841 - Washington, † 1898)
- Stanley Bruce, politico australiano (Melbourne, n. 1883 - Londra, † 1967)
- Terry L. Bruce, politico statunitense (Olney, n. 1944)

## Principesse(3)
- Margherita Bruce, principessa scozzese
- Marjorie Bruce, principessa scozzese (n. 1296 - Paisley, † 1316)
- Matilda Bruce, principessa scozzese (Aberdeen, † 1353)

## Rapper(2)
- Bru-C, rapper e produttore discografico britannico (Long Eaton, n. 1991)
- Violent J, rapper, wrestler e attore statunitense (Michigan, n. 1972)

## Scrittori(3)
- Jean Bruce, scrittore francese (Aillières-Beauvoir, n. 1921 - Luzarches, † 1963)
- John McIntosh Bruce, scrittore e aviatore britannico (Scozia, n. 1923 - † 2002)
- Leo Bruce, scrittore britannico (Edenbridge, n. 1903 - Liverpool, † 1979)